# Östergötland-klass
Östergötland-klass, eller Jagare typ Östergötland, var en typ av jagare tillhörande den svenska marinen. Klassen bestod av fyra fartyg som byggdes år 1958–1959 för att ersätta tre fartyg som utrangerades ur flottan. Klassen baserades till stor del på den tidigare Öland-klassen och byggdes bland annat på samma skrovmodell. Fartygen var de första jagare som byggdes i sektioner vilka sedan sammansattes på stapelbädden. Under klassens tjänstetid bestod en jagarflottilj normalt av två Östergötlandsfartyg jämte en jagare av Halland-klassen och sex torpedbåtar. Fartygen utrangerades år 1982.

## Historia

### Bakgrund
År 1951 tillsattes en utredning rörande hur flottans framtida utbyggnad skulle se ut. Kryssaren HMS Gotland närmade sig tid för utrangering och det gjorde även två jagare. Eftersom kryssare hade visat sig vara alltför stora och dyra så beslutades att de tre fartygen (HMS Gotland, HMS Tre Kronor och HMS Göta Lejon) skulle ersättas av fyra stycken jagare. Möjligheten undersöktes att utöka Halland-klassen med ytterligare fyra fartyg. Då anslagen endast skulle räcka till tre sådana fartyg, och man stod fast vid kravet på fyra, beslutade man att istället återgå till Öland-klassens utformning. Detta visade sig dock bli måttfullt lyckat, då dessa skrov var för små för den nya och utökade utrustning som Östergötland-klassen fick.

### Beställning och byggnation
Alla tre stora varv, Eriksbergs Mekaniska Verkstads AB, Götaverken och Kockums var angelägna att få bygga fartygen. Förhandligarna ledde till slut till att fartygen ritades på Götaverken, vilket också byggde två av fartygen, Östergötland och Gästrikland. Eriksberg byggde ett av fartygen, Södermanland, samt skrovet till Hälsingland, vilket sedan färdigställdes av Kockums. Fartygen började ritas år 1952 och beställningen gjordes i mars 1953. Med den amerikanska massproduktionen av fartyg, bland annat Libertyfartygen, som förebild byggdes fartygen i sektioner i verkstäder som sedan sammansattes på varvet.

## Utformning

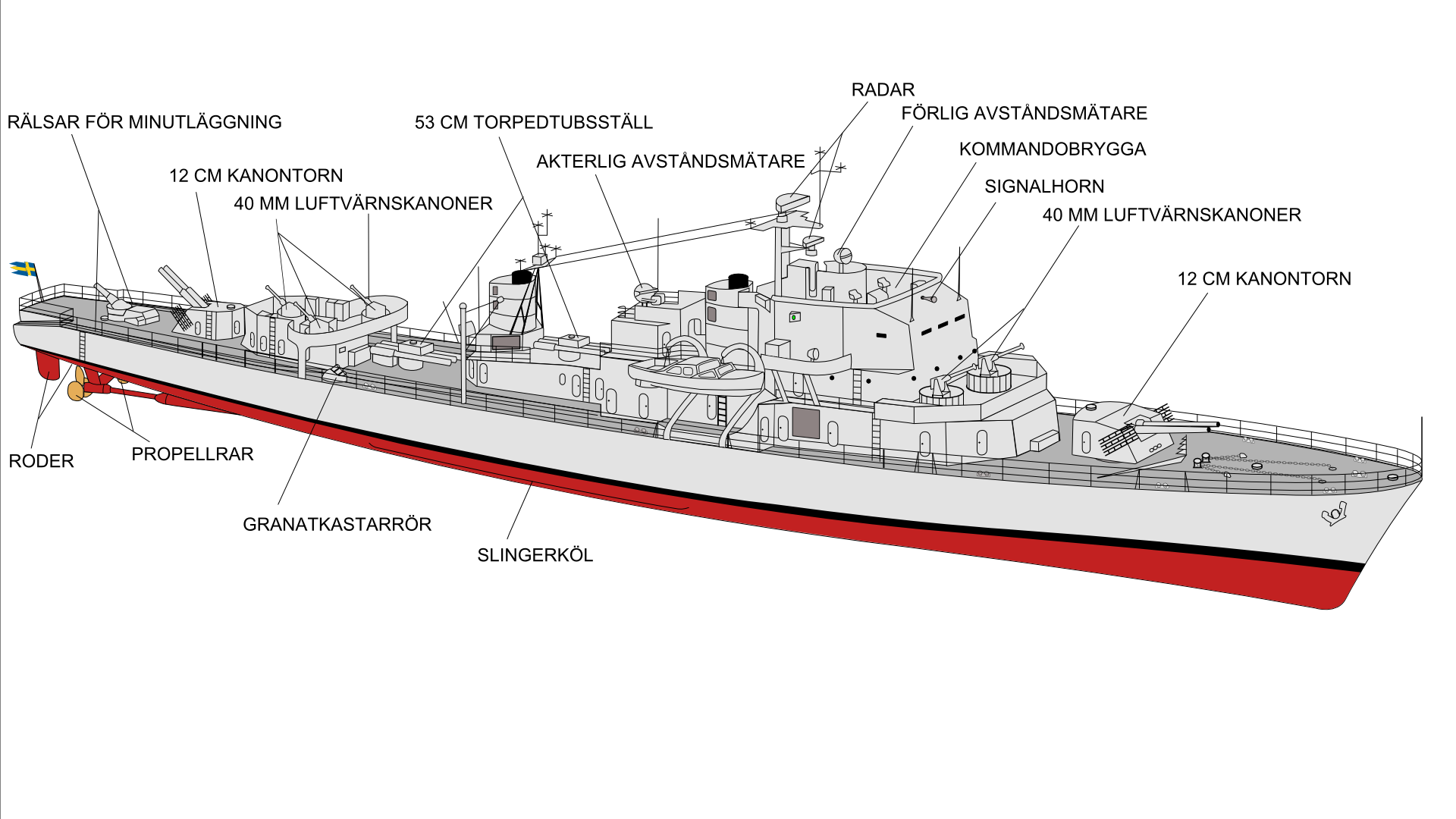
Schematisk perspektivritning av Östergötland-klassen före moderniseringen 1963–1967.

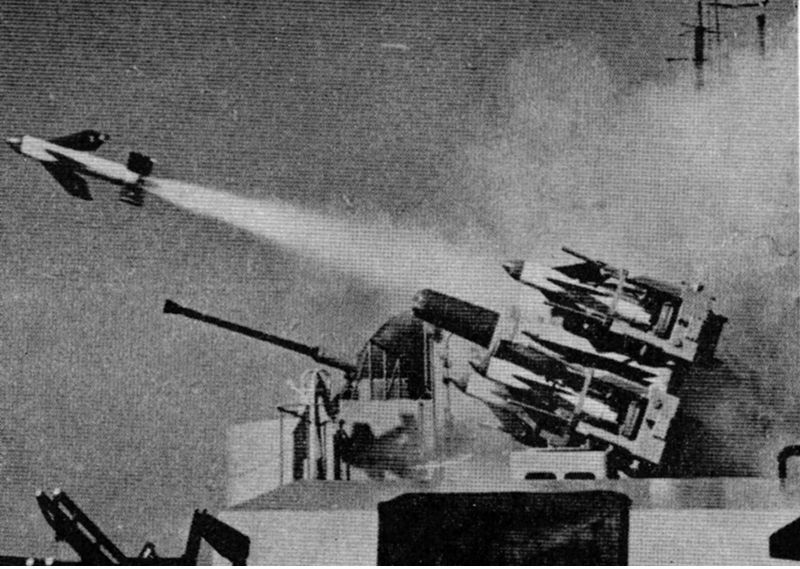
HMS Södermanland avfyrar skott från robotlavetaget som monterades år 1963.

### Övergripande
Östergötland-klassen fick ett deplacement på 2 600 ton, till skillnad från de knappt 2 000 ton som skroven var avsedda att bära. Detta berodde på mer och tyngre utrustning än på de äldre fartygen, och även på att Östergötland-klassens överbygge byggdes i stål, till skillnad från Öland-klassens som var byggt med mycket lättmetall. Då denna extra vikt hamnade över fartygets tyngdpunkt försämrades stabiliteten, och för att inte ytterligare försämra denna var man bland annat tvungen att gå ifrån den långa överbyggnad som fanns på Halland-klassen, vilken gjorde det möjligt att nå hela fartyget utan att gå utomhus. För ökade manöveregenskaper så ändrades akterskeppets utformning från Öland-klassen och fartygen fick dubbla roder.

### Maskineri
Maskineriet bestod av två stycken oljeeldade ångpannor av märket Babcock & Wilcox, som levererade ånga med 32 bars tryck till två ångturbiner av märket de Laval, som i sin tur drev var sin propeller. Maskineriet gav effekten 47 000 hästkrafter på axlarna, vilket gav en toppfart av 35 knop (65 km/h). Utformningen var densamma som den i Halland-klassen, vilket innebar att längst förut låg ett pannrum med ett rum med ångturbiner bakom. Akter om detta turbinrum låg ytterligare ett pannrum med turbinrum bakom. Jagartyperna före Halland-klassen hade haft båda turbinrummen placerade akter om pannområdet, vilket gjorde maskineriet mer sårbart vid beskjutning. Östergötland-klassens två pannrum medförde att fartygen fick två skorstenar, till skillnad från Öland-klassens enda.

### Bestyckning
Klassens huvudbestyckning bestod av fyra stycken 12 cm kanoner m/44 monterade i två dubbeltorn, ett i fören och ett i aktern. För luftvärn användes 40 mm automatkanoner m/48 E. Östergötland och Södermanland hade sju av dessa medan Gästrikland och Hälsingland hade fem. Torpedbestyckningen bestod av sex stycken 53 cm torpeder m/30. Till en början var dessa placerade i två torpedställ med vardera tre tuber. På grund av dålig stabilitet togs vid en modernisering år 1963–1967 det förliga torbedstället bort och det aktre utökades till sex tuber. För ubåtsjakt var fartygen utrustade med en antiubåtsgranatpjäs m/51 samt två sjunkbombsfällare m/44. 58 minor kunde medföras ombord för minläggning.
Vid en modernisering år 1963–1967 togs tre av luftvärnskanonerna bort och ersattes med ett lavettage och ett sikte för luftvärnsroboten "Robot 07".   

## Fartyg i klassen
|  | Fartyg                 | Sjösatt         | Levererad       | Utrangerad  | Öde                                               |
|  | ---------------------- | --------------- | --------------- | ----------- | ------------------------------------------------- |
|  | HMS Östergötland (J20) | 8 maj 1956      | 3 mars 1958     | 1 juli 1982 | Skrotad i Spanien 1985.                           |
|  | HMS Södermanland (J21) | 28 maj 1956     | 27 juni 1958    | 1 juli 1982 | Skrotad i Spanien 1985.                           |
|  | HMS Gästrikland (J22)  | 6 juni 1956     | 14 januari 1959 | 1 juli 1982 | Använd som målfartyg, skrotad i England 1991.     |
|  | HMS Hälsingland (J23)  | 14 januari 1957 | 17 juni 1959    | 1 juli 1982 | Använd för sprängprov, skrotad i Karlskrona 1986. |